# Channel 21
Channel 21 (anciennement RTL Shop) est une chaîne de télé-achat allemande.

## Histoire
Avant le début de la diffusion régulière, une fenêtre de programme d'une heure commence sur RTL Television dans l'émission matinale du 12 février 2001, animée par Walter Freiwald, initialement avec Harry Wijnvoord.
Initialement, la réception n'est possible que par satellite (ASTRA analogique et numérique). La production a lieu au Coloneum de Cologne jusqu'en septembre 2006. Au cours de l'été 2006, un nouveau centre de diffusion doté d'une administration et de studios est construit à Hanovre et est diffusé le 1er octobre 2006. Une nouvelle édition de l'assortiment doit permettre de gagner une clientèle féminine en plus du groupe cible auparavant masculin. De nombreuses nouvelles gammes et lignes de produits forment le cadre de 2007.
RTL Shop s'inscrit dans la stratégie de diversification de RTL Group, qui vise à développer des sources de revenus supplémentaires en plus des clients publicitaires traditionnels.
Le 19 février 2008, RTL souhaite vendre RTL Shop au premier semestre 2008. Depuis le début de sa diffusion en 2001, la station enregistré uniquement des pertes chaque année, malgré le déménagement de Cologne à Hanovre et la restructuration. En conséquence, Walter Freiwald quitte la chaîne de télé-achat en avril 2008. Le nouveau propriétaire est le groupe d'investisseurs Aurelius Group de Munich.
Le 1er janvier 2009, le passage progressif de RTL Shop à Channel 21, comme la station est officiellement appelée depuis le 1er mars 2009, commence. Dans le même temps, les fenêtres de programmes des chaînes de RTL Group sont également supprimées.
Du second semestre 2009 au 30 septembre 2012, il y a aussi la ramification Channel 21 Express.
Le 1er janvier 2010, l'ancien directeur général de la chaîne de télévision VIVA, Michael Oplesch, et son groupe Centuere acquièrent les premières actions de Channel 21 auprès d'Aurelius Group. Le 16 février 2010, la vente complète de toutes les actions de Channel 21 à Centuere est annoncée. La vente prend effet le 1er mars 2010. Michael Oplesch en assure la direction. Comme annoncé le 30 mai 2010, le fondateur et ancien directeur général d'EM.TV, Thomas Haffa, reprend fin avril toutes les actions de Centuere AG et les transfère à la nouvelle société Channel 21 Holding, Channel 21 et Channel 21 Express. Le 10 décembre 2010,  Channel 21 risque de faire faillite. Un grand nombre de salariés reçoivent un préavis de licenciement en décembre.
Selon le portail médiatique DWDL.de de mai 2012, Channel 21 envisage une restructuration afin de rendre l'entreprise économiquement viable. Ainsi, l'assemblée générale décide que la quasi-totalité des effectifs serait mise à pied au 31 août 2012. À partir de septembre 2012, la station ne compterait plus que 15 salariés. La restructuration est réalisée à la suite d'un exercice financier critique au cours duquel Channel 21 perd un grand nombre de ses fournisseurs, notamment le fabricant d'ustensiles de cuisine Woll Pfannen, qui était l'un des rares principaux générateurs de revenus de la chaîne commerciale et qui fournit désormais le diffuseur rival QVC.
Depuis lors, Channel 21 s'appuie toujours sur les marques propres de téléachat de la ligne "Maxx" et se passe de véritables produits de marque.

## Programmes
Channel 21 diffuse quotidiennement 12 heures de direct dans sa propre tranche horaire, après 8 et 16 heures initiales de programmation en direct. Par ailleurs, Canal 21 diffuse chaque jour une fenêtre spéciale sur RTL Télé Lëtzebuerg destinée aux téléspectateurs luxembourgeois. Il y a également des moments sur diverses chaînes régionales allemandes où Channel 21 est diffusé sous forme de programme de fenêtre. La diffusion en fenêtre sur les chaînes de RTL Mediengruppe Deutschland, pratiquée jusqu'à fin 2008, cesse au tournant de l'année. De février 2010 au 30 juin 2011, Channel 21 est diffusée sur MonA TV.

## Présentation

### Présentateurs actuels
| Présentateur         | Année |
| -------------------- | ----- |
| Ralf Kühler          | 2001– |
| Andrea Rubio Sanchez | 2006– |
| Edwina Eidtmann      | 2009– |
| Alida Kurras         | 2011– |
| Anna Heesch          | 2014– |
| Stephanie Frohmann   | 2015– |
| Alexandra Philipps   | 2015– |
| Michaela Mann        | 2018– |
| Ermo Gödelt          | 2020– |
| Natascha Schmidt     | 2020– |
| Sascha Heyna         | 2021– |

### Anciens présentateurs
| Présentateurs   | Année     |
| --------------- | --------- |
| Harry Wijnvoord | 2001      |
| Walter Freiwald | 2001–2008 |
| Max Schradin    | 2012–2014 |
| Luisa Verfürth  | 2019      |
| Oliver Mallmann | 2017–2019 |